# 積木世界

积木世界一例，蘇西曼異常問題的第一步驟

积木世界（英語：blocks world）是是人工智能领域中一个较为重要的规划域描述语言之一。玩具积木暗喻了经典象征性人工智能的运作方法。

## 实例
可以想象如下场景，一堆颜色，形状各异的积木叠在桌上，目标是建造一个或多个垂直的堆积栈。问题是每次只有一块积木允许被挪动：这块积木要不是被放在桌子上，就是放在另一块积木的上方。也正因如此，特定时间内，其他木块不能被移动。同时，有些木块上方不能摆放木块。